# Danh sách kỳ thi năng lực ngôn ngữ

## Tiếng Anh
- BULATS Business Language Testing Service
- IELTS International English Language Testing System
- TOEIC Test of English for International Communication – Bài kiểm tra tiếng Anh giao tiếp quốc tế
- TOEFL Test Of English as a Foreign Language
- VSTEP Vietnamese Standardized Test of English Proficiency (Kỳ thi năng lực tiếng Anh tiêu chuẩn hóa của Việt Nam)

## Tiếng Hàn
- KLPT: Korean Language Proficiency Test (Hangul 세계한국말인증시험 và Hanja 世界韓國말認證試驗)
- TOPIK: Test of Proficiency in Korean (Hangul 한국어능력시험 và Hanja 韓國語能力試驗)

## Tiếng Nhật
- BJT Business Japanese Proficiency Test BJTビジネス日本語能力テス ト[1]
- JLPT Japanese Language Proficiency Test 日本語能力試験[2]
- J.TEST 実用日本語検定[3]
- NAT-TEST Japanese Language Achievement Test for Non-Native Speakers 日本語 NAT-TEST[4]
- TOPJ TOP JAPANESE 実用日本語運用能力試験[5]
- ビジネスJ.TEST ビジネス実用日本語検定[6]
- JLCT Japanese Language Capability Test

## Tiếng Pháp
- DELF Diplôme d'études en langue française Chứng chỉ tiếng Pháp cơ sở
- DALF Diplôme approfondi de langue française Chứng chỉ tiếng Pháp chuyên sâu

## Tiếng Tây Ban Nha
- Hệ thống thi CEFR ILCE
- ILCE tiếng Tây Ban Nha A0 + CEFR
- ILCE tiếng Tây Ban Nha A1 CEFR
- ILCE tiếng Tây Ban Nha A1 / *A2 CEFR
- ILCE tiếng Tây Ban Nha A2 CEFR
- ILCE tiếng Tây Ban Nha B1 / B2 CEFR
- ILCE tiếng Tây Ban Nha A1 / A2 / B1 / B2 CEFR
- ILCE tiếng Tây Ban Nha C1 / C2 CEFR
- ILCE tiếng Tây Ban Nha A1 / A2 / B1 / B2 / C1 / C2 CEFR
- ILCE tiếng Tây Ban Nha A1 / A2 CEFR chỉ nói
- ILCE Tiếng Tây Ban Nha A2 / A2 + / B1 / B1 + / B2 CEFR chỉ nói
- ILCE Tiếng Tây Ban Nha B1 / B1 + / B2 / B2 + / C1 CEFR chỉ nói
- ILCE Tiếng Tây Ban Nha B2 / B2 + / C1 / C1 + / C2 CEFR chỉ nói
- ILCE Spanish A1 / A2 CEFR chỉ viết
- ILCE tiếng Tây Ban Nha A2 / A2 + / B1 / B1 + / B2 CEFR chỉ viết
- ILCE tiếng Tây Ban Nha B1 / B1 + / B2 / B2 + / C1 CEFR chỉ viết
- ILCE Spanish B2 / B2 + / C1 / C1 + / C2 CEFR chỉ viết
- ILCE Spanish A1 / A2 CEFR chỉ nghe
- ILCE tiếng Tây Ban Nha A2 / A2 + / B1 / B1 + / B2 CEFR chỉ nghe
- ILCE tiếng Tây Ban Nha B1 / B1 + / B2 / B2 + / C1 CEFR chỉ nghe
- ILCE Spanish B2 / B2 + / C1 / C1 + / C2 CEFR chỉ nghe
- ILCE Spanish Tourism and Hotel Sector A1 / A2 / B1 / B2 / C1 CEFR
- ILCE Ngành ẩm thực Tây Ban Nha A1 / A2 / B1 / B2 / C1 CEFR
- TELC - Chứng chỉ Ngôn ngữ Châu Âu
- DELE - Kì thi đánh giá năng lực tiếng Tây Ban Nha do Bộ Giáo Dục và Văn Hóa Tây Ban Nha cấp. Bao gồm các trình độ: A1, A2, B1, B2, C1, C2.

## Tiếng Thái
- TLCT - Kì thi đánh giá năng lực tiếng Thái, tổ chức định kỳ một năm hai lần vào tháng 6 và tháng 11 bởi các đơn vị liên kết với trường đại học Southeast Asia University tổ chức và cấp chứng chỉ cho thí sinh tham gia dự thi.
- Bài kiểm tra năng lực tiếng Thái như một ngoại ngữ của Đại học Chulalongkorn (CU-TFL): CU-TFL là một bài kiểm tra trình độ thông thạo được tiêu chuẩn hóa dành cho những người nói tiếng Thái như một ngoại ngữ được thiết kế bởi Viện Ngôn ngữ Thái Sirindhorn, Đại học Chulalongkorn, nằm ở Bangkok.
- Trường Ngôn ngữ và Văn hóa của Hiệp hội Xúc tiến Công nghệ (Thái Lan-Nhật Bản) tổ chức kỳ thi năng lực tiếng Thái của riêng mình.
- Phỏng vấn Năng lực Miệng ACTFL chính thức (OPI).

## Tiếng Trung
- HSK và HSKK
- TOCFL

## Tiếng Việt
- VINATEST - Kì thi đánh giá năng lực Tiếng Việt, Đại học Hà Nội[7]
- NLTV - Kì thi năng lực Tiếng Việt (VNS)[8] Đại học khoa học xã hội và nhân văn - Đại học quốc gia thành phố Hồ Chí Minh.
- VIETEST - Hệ thống đánh giá năng lực tiếng Việt cho người nước ngoài, Đại học khoa học Khoa học xã hội và nhân văn - Đại học quốc gia Hà Nội.[9]
- IVPT - Kỳ Thi Năng Lực Tiếng Việt Quốc tế (International Vietnamese Proficiency Test) Trung tâm Việt Nam Học, Đại học Quốc gia Thành Công Đài Loan 國立成功大學 National Cheng Kung University[10]
- ViLT - Kỳ thi năng lực tiếng Việt (実用ベトナム語技能検定試験) do  Hiệp hội Phổ biến và Giao lưu Ngôn ngữ Đông Nam Á Nhật Bản J-TAG tổ chức